# درفش‌نوک رگه‌دار
درفش‌نوک رگه‌دار (نام علمی: Xenops rutilans) پرنده‌ای است که در نواحی گرمسیری از کاستاریکا و ترینیداد در جنوب تا بولیوی و شمال آرژانتین زادآوری می‌کند. مانند چوب‌خزک‌های راستین، عضوی از خانواده پرندگان تنورساز در آمریکای جنوبی است.
درفش‌نوک رگه‌دار با قرار دادن چند شاخه و ریشه در یک سوراخ ۵–۱۵ فوت (۱٫۵–۴٫۶ متر) آشیانهٔ خود را در درختان بلند می‌سازد. دسته‌تخم معمولی دو تخم سفید است که توسط هر دو جنس جوجه‌کشی می‌شود.